# ポッサム〜愛と運命を盗んだ男〜
『ポッサム〜愛と運命を盗んだ男〜』（ポッサム〜あいとうんめいをぬすんだおとこ〜、ハングル：보쌈 - 운명을 훔치다）は2021年5月1日から2021年7月4日までMBNで放送された韓国のテレビドラマ。全20話。

## 概要
生計のためにポッサム（再婚が禁じられていた李氏朝鮮時代に実在した、未亡人を誘拐して別の男性と再婚させる風習）をしていた男が、手違いで翁主（オンジュ。側室から生まれた王女）をポッサムしてしまったことから繰り広げられるストーリーを描いた人生逆転劇。
日本では、2021年9月10日よりCSチャンネルKNTVにて『ポッサム-運命を盗む（原題）』のタイトルで初めて放送された。また、2022年4月6日より『ポッサム～愛と運命を盗んだ男～』（ぽっさむ～あいとうんめいをぬすんだおとこ～）という邦題で、DVDリリース及びレンタル開始することが発表された。

## 登場人物

### 主要人物
- バウ（大石） / キム・デソク（金大錫）：チョン・イル[4]

チャドルの父。裏稼業で幼い息子を養っているならず者。
永昌大君を推す小北派でキム・ジェナム（金悌男）の孫だったが、癸丑獄事により10歳で賤民に落とされた。
雇家を出奔して漢城で怪しい仕事を請け負って暮らしている。両班の身分回復後は西人派に接近する。
- スギョン（李水鏡） / ファイン翁主：ユリ（少女時代）[5]

翁主。光海君と昭儀ユン氏の娘。
政略結婚した夫（イチョムの次男）に先立たれた未亡人。手違いでバウにポッサムされてしまい、運命が大きく変わることになる。
- イ・デヨプ（李大燁）：シン・ヒョンス[6]

イ・イチョムの息子。スギョンの幼なじみ。
義姉であるスギョンに想いを寄せている。父に反発し、行方不明になったスギョンを探す。

### 王宮
- 光海（クァンへ）君（李琿）：キム・テウ（朝鮮語版） [7]

李氏朝鮮第15代国王。スギョンの父。明と後金に両面政策を取り、朝鮮の独立を保っている。
- 昭儀（ソウィ）ユン氏：ソ・ヒジョン（朝鮮語版）

光海君の側室。スギョンの母。
- 廃世子（李祗）

光海君の嫡男。王が意識不明の重体の時、緊急措置として代理親政を行なった。
- キム・ゲシ：ソン・ソンミ[8]

光海君付きの女官。
- チョ尚宮：シン・ドンミ

女官。スギョンの乳母。

### バウの周辺人物
- チュンベ：イ・ジュニョク（朝鮮語版）

バウの相棒。イチョムの屋敷に捕われ、納屋で縛られていた際にチョ尚宮と親しくなる。
- チャドル：コ・ドンハ

バウの息子。
父を心配しているしっかり者。スギョンに懐いている。
- コジョン：パク・ヨンス

バウとチュンベの兄貴分。さばけた性格の好漢で、尋ね人探しが得意。逃散農民の空き家をバウたちに世話してくれた。

### イ・デヨプの周辺人物（大北派）
- イ・イチョム（李爾瞻）：イ・ジェヨン[9]

大北派の官僚。左議政で朝廷を牛耳る。
- ヘイン堂イ氏：ミョン・セビン

イ・イチョムの妹。
自身と同じ境遇のスギョンの身を案じている。
- イ・ウォニョプ（李元燁）：チュ・ヨンギュ

窃盗大将。イ・イチョムの息子（長男）。イ・デヨプの兄。
- チョン・イノン（鄭仁弘）：シン・ヒョンジョン

大北派の元領袖。地方に隠棲していたが、光海君に呼び戻される。
- テチュル：ユン・ジュマン

イ・イチョムの右腕。イ家の私兵を率いる大将。

### 臣下（西人派ほか）
- キム・ジャジョム（金自點）：ヤン・ヒョンミン

西人派の官僚。兵曹佐郞。
イチョムと対立しており、弱点を探っている。綾陽君を担いで実権を握る。
のちに後金の太宗に近い昭顕世子と敵対する事になる。
- 綾陽君（李倧） ：イ・ミンジェ

ジャジョムの担輿。西人派に担がれ謀反（仁祖反正）を起こす。のちの仁祖。
- 仁穆（インモク）王后 ：ユン・ヨンミン

廃大妃。14代国王・宣祖の継室。小北派の粛清後は幽閉先で6年間蟄居させられている。
- 貞明公主：キム・ソアン

廃公主。14代国王・宣祖と仁穆王后の娘。母と共に小北派の粛清後は幽閉先で6年間蟄居させられている。

### 後金
- アミン（阿敏、満洲語: ᠠᠮᡳᠨ）：ウォン・ソンミン

後金の将軍。ヌルハチの弟・シュエルハーキの次男。
- カン・ホンニプ（姜弘立）：ソン・ヨセフ

かつての都元帥。後金に降伏し、ヌルハチの次男・ダイシャン（佟代善、満洲語: ᡨᡠᠩᡤᡳᠶᠠ
ᡩᠠᡳ᠌ᡧᠠᠨ）の娘を娶る。
明軍の鎧を着ていたバウたちを訝しむ。

### その他
- ハン氏：チョン・ギョンスン

バウの母。
- キム・ヨノク：キム・ジュヨン

バウの妹。
- チルソン：ハン・サンホ

ヨノクの内縁の夫。絹問屋の使い走り。
- フナム：ソン・ソンユン

チャドルの生母。バウの友人と駆け落ちをして逃げた。バウの身分回復後にちゃっかり現れる。

### カメオ出演
- ポッサムされる未亡人：ラ・ミラン[10]

未亡人。
第1話でバウにポッサムされる。

## 日本での放送
- KNTV：2021年9月10日[11] - 2021年11月12日[12] （毎週金曜 20時00分 - 22時30分）朝鮮語放送（日本語字幕付き）※二話連続放送
  - 同上：2021年9月16日[13] - 2021年11月18日[14]（毎週木曜 11時30分 - 14時00分）※再放送、二話連続放送
  - 同上：2021年11月21日[15] - 2022年1月23日[16]（毎週日曜 14時00分 - 16時30分）※再々放送、二話連続放送
  - 同上：2022年2月28日 - 2022年3月25日（毎週月曜〜金曜 18時45分 - 20時00分）※再々放送
- WOWOW：2022年4月15日 - 2022年6月17日（毎週金 19時00分 - 21時30分）※二話連続放送
- LaLa TV：2022年10月19日 - 2022年11月15日（毎週月〜金 22時00分 - 23時30分）
- BS-TBS：2023年1月26日 - 2023年3月15日（毎週月〜木 12時59分 - 13時55分）
  - 同上：2023年11月7日 - （毎週月〜金 7時00分 - 7時54分）※再放送
- 韓流プレミア[17]：2023年10月10日 - （毎週月〜金  8時15分 - 9時11分）※2か国語放送